# Масуренков, Дмитрий Иванович
Дми́трий Ива́нович Масуре́нков (род. 21 декабря 1939) — советский и российский оператор игрового и неигрового кино, специалист в области стереоскопического кино, педагог, популяризатор кинотехнологий, публицист.

## Биография
Родился в Москве на Потылихе, в семье служащих, проживавших в доме работников «Мосфильма». Отец — кинооператор, мать работала экономистом в Комитете по делам кинематографии СССР. В семье было двое детей, Дмитрий был младшим. С началом войны в июле 1941 года с 21-й дивизией народного ополчения отец отправился на фронт, а мать с детьми — в эвакуацию в Новосибирск, откуда все вернулись в 1943 году.
С 1947 по 1957 год учился в московской средней школе № 78 — до 8 класса с раздельной формой обучения, увлекался фотографией, снимая на доставшийся от отца «ФЭД». В год выпуска поступил на операторский факультет ВГИКа (в мастерскую Л. В. Косматова). Окончил институт в 1962 году, игровой фильм «Смотрите — небо» (1962) стал его дипломной работой. Был зачислен оператором в штат киностудии «Моснаучфильм» («Центрнаучфильм» — с 1966 года).
В 1980 году фильмом «Игры животных» дебютировал в стереоскопическом кино. «Рысь идёт по следу» (1994), снятая в соавторстве с Александром Мелкумовым, оказалась последней игровой стереоскопической российской лентой. В период 1996—2022 годов заведовал сектором производства стереофильмов в Научно-творческом центре «Стереокино» (НТЦ «Стереокино»).
Автор более 200 фильмов, а также множества сюжетов для кинопериодики: «Альманах кинопутешествий», «Горизонт», «Наука и техника», «Сельское хозяйство», «Хочу всё знать».
Преподаватель на операторском факультете ВГИКа, доцент кафедры аудиовизуальных технологий и технических средств. Ведёт дисциплины: «Визуальные эффекты и компьютерная графика» (ранее — «Комбинированные киносъёмки»), «Техника и технология кино и ТВ». Также читает курс «Техника и технология фотографии» в Школе имени Родченко. В 1999—2001 годах преподавал в Британской высшей школе дизайна. Также проводит лекции и мастер-классы на различные аудитории.
Автор книг, в том числе монографии «Кинотехника и изобразительное решение фильма» (2023), серии публикаций о кино, его людях, технике и технологиях в изданиях: «Техника и технологии кино», MediaVision, «Техника кино и телевидения», «Киноведческие записки», «Мир техники кино».
Участвовал в подготовке и издании книги «Вадим Юсов. Класс Мастера» (2019).
Работал в составе жюри IV фестиваля «Арткино» (2011), Международных 3D-стерео кинофестивалей в Москве.
Член Союза кинематографистов СССР (Москва), член Гильдии кинооператоров Союза кинематографистов РФ, член Киноакадемии короткометражного кино.

### Семья
- отец — Иван Фёдорович Масуренков (1904—1941), выпускник (с отличием) операторского факультета ВГИКа 1937 года, работал на «Мосфильме» на картинах «Новая Москва» (1938; запрещён), «Поднятая целина» (фильм, 1939)[39]; воевал на Брянском и Западном фронтах, без вести пропал в декабре 1941 года[40][41], уйдя в разведку под Медынью;
- мать — Тамара Корнеевна Шульга (1908—1988), выпускница экономического факультета ВГИКа 1937 года, экономист в Комитете по делам кинематографии СССР[42], затем в Госплане;
- сестра — Ирина Ивановна Масуренкова (род. 1933), редактор Гослитиздата (с 1963 года — издательство «Художественная литература»);
- жена — Наталья Эзровна Рогинская, звукооператор, звукорежиссёр кино, вице-президент гильдии звукорежиссёров Союза кинематографистов Российской Федерации, действительный член академии НИКА, заслуженный деятель искусств РФ (2001)[43].

## Избранная фильмография
Оператор
- 1962 — Смотрите — небо (совместно с Н. Васильковым)
- 1965 — Слово жизни
- 1966 — Мы не одни
- 1966 — Руки
- 1967 — Художник Петров-Водкин[44]
- 1969 — Графы
- 1969 — Жар холодных числ
- 1970 — Открытие профессора Александрова
- 1970 — Поэзия — моя держава (стерео)
- 1970 — Поэзия рабочего удара
- 1971 — Древнерусская живопись
- 1971 — Десятая глава[45]
- 1972 — Ночь на размышление
- 1973 — Борис Бабочкин (совместно с В. Колюшевым)
- 1974 — Пять барьеров (совместно с А. Климентьевым, В. Ропейко)[46]
- 1975 — Альтернатива
- 1977 — И отдать машине человеческое (совместно с В. Колюшевым)[47]
- 1977 — Фернан Леже и его время (в соавторстве)[48]
- 1978 — Аристотель из Болоньи
- 1980 — Игры животных (стереофильм)[10]
- 1981 — Кто разбудит аксолотля (совместно с Ю. Муравьёвым, В. Новгородцевым)
- 1981 — О спорт, ты — мир! (в соавторстве)[комм. 5]
- 1981 — Почему муха не падает с потолка? (совместно с В. Новгородцевым)[49]
- 1982 — Звёздная палитра[50]
- 1983 — Поэт и наука[51]
- 1988 — Радуга в камне
- 1989 — Увертюра… (совместно с В. Колушевым)[52]
- 1998 — Театр, чуждый народу[53]
- 1994 — Рысь идёт по следу (стерео; совместно с А. Мелкумовым)
- 1995 — В гостях у Петрушки[54]
- 1995 — Рыцарь «ордена улыбки»[55]
- 1996 — Сентиментальный гротеск, или Художники еврейского театра (стерео)
- 1996 — Театр Марка Шагала (стерео)
- 2000 — Любовь и защита (совместно с Е. Потиевским, М. Алексаняном, Р. Вороновым, М. Москалёвым)[56]
- 2000 — Цветок Пелопоннеса (стерео; совместно с А. Мелкумовым, С. Рожковым)[57]
- 2003 — Московские этюды / Москва праздничная (стереофильм; совместно с А. Мелкумовым, С. Рожковым)[58]
- 2004—2007 — За далью времени (стерео)
- 2004 — Утопия Андрея Сахарова
- 2010 — Валентин Туркин
- 2011 — Олимпийская бабушка
- ? — Хроника правого руля

Режиссёр
- 1988 — Радуга в камне[59]

## Награды
- Ломоносовская премия 1 степени[25] — за фильм «Открытие профессора Александрова» (1970) о работе, проделанной советским учёным-механиком Е. В. Александровым в области передачи энергии при упругом ударе, внесённой в Государственный реестр открытий СССР под № 13[60];
- медаль «В память 850-летия Москвы» (1997);
- почётный диплом Московской городской Думы (3 июня 2022)[61].

## Критика
«Открытие профессора Александрова» (1970)
В рецензии на фильм кинодраматург Л. А. Белокуров определил работу режиссёра и оператора как заинтересовывающую зрителя, заставляющую размышлять. Их стараниями визуальный ряд облечён в такую форму, которая способствует наиболее яркому выражению научной сути.

…авторы не торопятся. Они превосходно используют мобилизацию зрительского внимания, и теперь, привлекая всё более усложняющиеся эксперименты — со стержнями и цилиндрами, пластинками и «гармошками», обращаясь к специальным киносъёмкам с замедлением в миллионы раз, подводят нас к сути открытия. Так, при соучастии зрителя рождается формула, внёсшая поправку в трёхсотлетние законы классической механики: в явлении удара определяющей становится форма соударяющихся тел, а не соотношение их масс.
— Леонид Белокуров, «Искусство кино» № 6 1971

## Комментарии
1. ↑  «Жилдом» № 54б, состоявший главным образом из коммуналок, снесён в 1959 году при продлении Мосфильмовской улицы[2][3].
2. ↑  По воспоминаниям М. В. Тихонова, сотрудника Комитета по делам кинематографии СССР, в дальнейшем директора ЦОКС, в вверенном ему эшелоне, направлявшемся в Новосибирск, среди работников аппарата Комитета был и полуторагодовалый Масуренков со своей матерью[4].
3. ↑  Ощеобразовательная школа закрыта в 1983 году, здание ныне занимает Отдел службы судебных приставов по ЗАО Москвы[5].
4. ↑  В 2011 году вместе с другими выпускниками мастерской Л. В. Косматова Масуренков принял участие в документальном фильме памяти учителя «Леонид Косматов. Сердце фильма» (режиссёр Светлана Старостина)[7].
5. ↑  События Летних Олимпийских игр снимали 89 кинооператоров с разных студий, распределённые по видам спорта. Группа Д. Масуренкова снимала сооревнования по гандболу, которые проходили в Сокольниках.